# Lac de Gréziolles
Le lac de Gréziolles est un lac pyrénéen français situé administrativement dans la commune de Bagnères-de-Bigorre dans le département des Hautes-Pyrénées en région  Occitanie.
Le lac a une superficie de 20 ha pour une altitude de 2 113 m, il atteint une profondeur de 36 m.

## Toponymie
De l'occitan gréziolles qui signifie pierrier ou gravier .

## Géographie
Situation : vallée de Campan - Hautes-Pyrénées

### Topographie
| Hourquette Médette (2 293 m)   | Pic de Pène Blanque (2 441 m) |                              |
| Pic de Teste Guilhem (2 670 m) | lac de Gréziolles             | Pic de Montarrouye (2 568 m) |
|                                | Pic de Cloutou (2 565 m)      |                              |

## Protection environnementale
Le lac fait partie d'une zone naturelle protégée, classée ZNIEFF de type 1 : Cirque de Cloutou et sud de La Mongie et de type 2 : Bassin du haut Adour.

## Randonnées

### Niveau
Facile ; 2 h pour les confirmés, 2 h 30 pour les novices.
Carte IGN 1:50 000 = Campan (feuille XVII-47)
Carte IGN 1:25 000 = Néouvielle - Vallée d'Aure (feuille 276)
Guide Ollivier, tome II, Pyrénées centrales, itinéraire 66 p. 52

### Conditions estivales
Suivre le même itinéraire que pour le lac de Caderolles (1 988 m).
Au réservoir des Laquets (2 041 m), continuer par le GR 10 sur la rive gauche de la retenue (à main droite en arrivant). Passer la cabane EDF et poursuivre sur un sentier bien marqué surplombant le lac, puis dans un pierrier. En 15 minutes environ, on parvient au pied du deuxième barrage EDF. L'eau qui sort des tuyaux près de la sortie des turbines est potable.
Continuer sur le GR 10 qui longe le pied du barrage et grimper par le sentier en lacets (rive droite, maintenant) toujours marqué rouge et blanc. En quelques minutes on parvient à une petite proéminence qui domine le lac (kern). Continuer et descendre peu à peu vers le cul du lac où eau potable et herbiers permettent de faire une pause bienvenue. En cas de mauvais temps, un abri sous roche est édifié au bout du lac. La baignade n'est pas recommandée (eau froide).
Préserver la nature : zone limitrophe de la Réserve Naturelle = faune et flore protégées.
Le GR 10 continue en direction du lac du Campana (2 225 m) et le refuge du Campana de Cloutou.

### Conditions hivernales
Doubler le temps. En ski de randonnées, même itinéraire. On peut aller un peu plus vite qu'en été en grimpant au plus près du barrage sur la rive droite (est), mais attention aux rimayes et aux ponts de neige en traversant l'arène granitique.